# Iacopo La Rocca
Iacopo La Rocca est un joueur italien né le 17 février 1984 à Rome. Il évolue au poste de défenseur.

## Biographie
Iacopo La Rocca joue à Pro Vercelli, à Chieti, à Fermana, à Sassari Torres et à l'AC Bellinzone avant de rejoindre le Grasshopper-Club Zurich.
Il dispute un total de 6 matchs en Coupe de l'UEFA avec le club de Bellinzone, inscrivant 2 buts.

## Palmarès
- Championnat d'Australie : 2016